# Ланте, Франческо
Франческо Ланте (итал. Francesco Lante, род. в Пизе — ум. в 1405, Кремона) — итальянский прелат, ординарий епархий Кремона, Бергамо, Брешиа и Луни.

## Биография
Родился в аристократической семье, отец был нотариусом в коммуне Викопизано и советником графа Фацио Новелло (итал. Fazio Novello).
Поступил в орден Братьев меньших O.F.M.

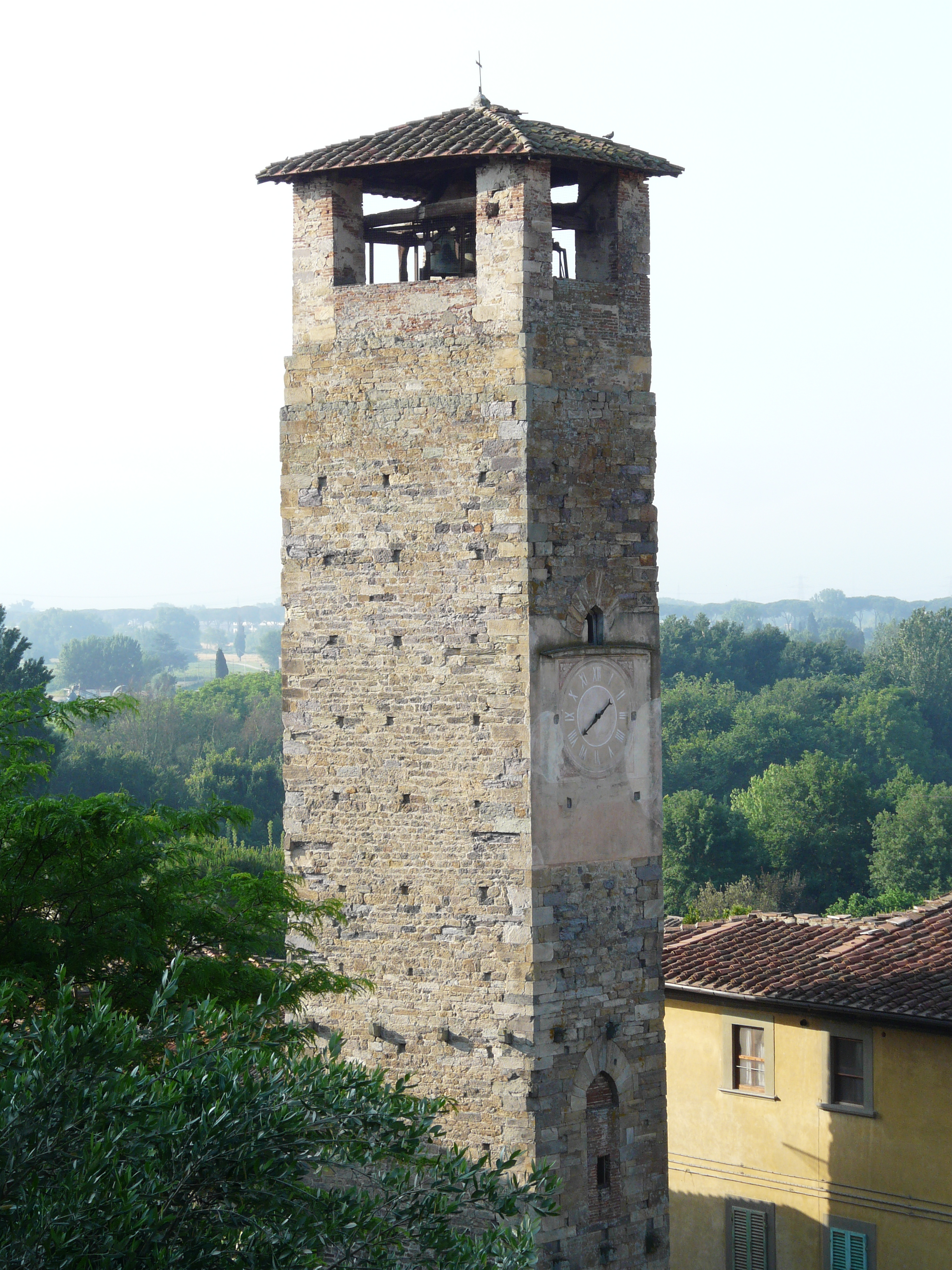
Башня Ланте в Викопизано

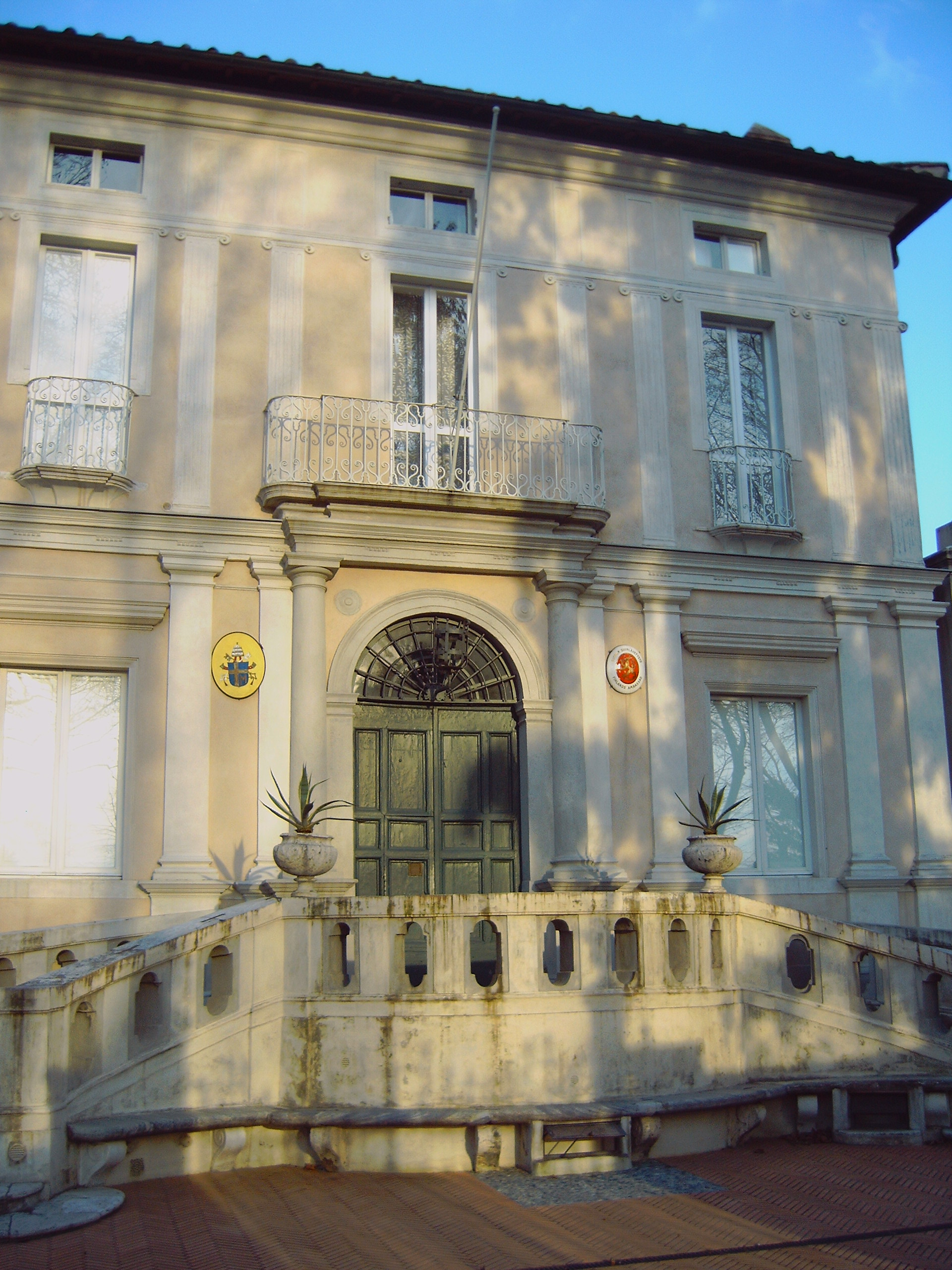
Вилла Ланте

Призван к епископскому служению.